# Thuyền buồm tại Đại hội Thể thao Đông Nam Á 2011
Thuyền buồm tại Đại hội Thể thao Đông Nam Á năm 2011 được tổ chức từ ngày 13 đến 20 tháng 11 năm 2011 tại khu vực Ancol Marina, Jakarta, Indonesia, với các nội dung tiêu chuẩn quốc tế bao gồm thuyền ngoài khơi như Optimist, 470, Laser Radial, Mistral One Design và RS:X, chia đều cho nam, nữ và nội dung hỗn hợp, tổng cộng có 9 bộ huy chương được trao. 
Đoàn thể thao Thái Lan và Singapore đều giành được 4 huy chương vàng. Huy chương vàng còn lại thuộc về đoàn chủ nhà Indonesia.

## Bảng huy chương
| Hạng               | Đoàn               | Vàng | Bạc | Đồng | Tổng số |
| ------------------ | ------------------ | ---- | --- | ---- | ------- |
| 1                  | Thái Lan           | 4    | 3   | 1    | 8       |
| 2                  | Singapore          | 4    | 1   | 3    | 8       |
| 3                  | Indonesia          | 1    | 2   | 1    | 4       |
| 4                  | Malaysia           | 0    | 1   | 3    | 4       |
| 5                  | Philippines        | 0    | 1   | 1    | 2       |
| 6                  | Myanmar            | 0    | 1   | 0    | 1       |
| Tổng số (6 đơn vị) | Tổng số (6 đơn vị) | 9    | 9   | 9    | 27      |

## Tóm tắt kết quả

### Nam
| Nội dung           | Vàng                                                        | Bạc                                              | Đồng                                             |
| ------------------ | ----------------------------------------------------------- | ------------------------------------------------ | ------------------------------------------------ |
| International 470  | Singapore · Russell Kan Tsung Liang · Terence Koh Seng Kiat | Philippines · Ridgely Balladares · Chavez Rommel | Malaysia · Ku Anas Ku Zamil · Mohamad Hafizzudin |
| Laser radial       | Keerati Bualong · Thái Lan                                  | Mohd Romzi Muhamad · Malaysia                    | Terence Choo Jian Jie · Singapore                |
| Mistral One Design | Navin Singsrart · Thái Lan                                  | I Gusti Made Oka Sulaksana · Indonesia           | Geylord Coveta · Philippines                     |
| RS:X               | Ek Boonsawad · Thái Lan                                     | I Nyoman Suartana · Indonesia                    | Leonard Ong · Singapore                          |

### Nữ
| Nội dung           | Vàng                                             | Bạc                                        | Đồng                                           |
| ------------------ | ------------------------------------------------ | ------------------------------------------ | ---------------------------------------------- |
| International 470  | Singapore · Dawn Liu Xiaodan · Sara Tan Li Ching | Myanmar · Khin Nyo Lynn · Theingi Win Shwe | Thái Lan · Narisara Yu-Sawat · Yupa Suwannawat |
| Laser radial       | Victoria Chan Jing Hua · Singapore               | Kamolwan Chanyim · Thái Lan                | Nur Amirah Hamid · Malaysia                    |
| Mistral One Design | Rio Hoiriyah · Indonesia                         | Napalai Tansai · Thái Lan                  | Amanda Ng · Singapore                          |
| RS:X               | Siripon Kaewduang-ngam · Thái Lan                | Audrey Pei Lin Young · Singapore           | Ratiah · Indonesia                             |

### Hỗn hợp
| Nội dung | Vàng                             | Bạc                         | Đồng                               |
| -------- | -------------------------------- | --------------------------- | ---------------------------------- |
| Optimist | Elisa Yukie Yokoyama · Singapore | Sarawut Phetsiri · Thái Lan | Ahmad Syukri Abdul Aziz · Malaysia |